# Jacques de Larosière
Jacques de Larosière é um economista da França. Ele foi diretor do FMI.